# Henry Fox, 1.º Barão Holland
Henry Fox, 1.º Barão Holland (28 de setembro de 1705 – 1 de julho de 1774) foi um líder político britânico do século XVIII. Foi nomeado para cargos de secretário e tesoureiro de Guerra, forma pela qual enriqueceu. Também esteve cotado para se tornar primeiro-ministro. Porém, apesar de ter amplo apoio, jamais realizou esse serviço. Ele era o pai de Charles James Fox.

## Infância e maioridade
Segundo filho de Sir Stephen Fox e sua segunda esposa, Christiana Hope. Herdou uma grande parte da riqueza de seu pai. Ele desperdiçou a maior parte dela, após atingir a maioridade, e deixou a Inglaterra rumo ao continente para escapar de seus credores. Lá ele conheceu uma mulher, que se tornou sua benfeitora, e foi tão generosa com ele que, após uma ausência de vários anos, ele estava em condições de voltar para casa.

## Política

### Eleição
Em 1735, ele entrou para o Parlamento como deputado por Hindon em Wiltshire. Se tornou um defensor de Sir Robert Walpole, o antigo primeiro-ministro, e ganhou uma experiência invejável no que havia de pior na forma de fazer política do primeiro-ministro. Começou a ganhar influência depois de um discurso em que defendia o maior envolvimento da Grã-Bretanha em apoio aos seus aliados europeus, principalmente a Áustria. Até 1742, apoiou o governo de Walpole, e depois quando Henry Pelham assumiu o governo inclinou-se a apóia-lo.
Um orador talentoso, manteve sempre um bom relacionamento com seus pares e por isso progrediu na câmara dos Comuns, sendo uma figura indispensável nas administrações vindouras. Foi Supervisor-Geral de Obras 1737-1742, foi membro do parlamento por Windsor 1741-1761 e um Lorde do Tesouro em 1743.
Quando fugiu, se casou com a jovem Lady Caroline Lennox, filha do Duque de Richmond, em 1744. Mais tarde ela se tornou Baronesa Holland, em Holland, no Condado de Lincoln. O famoso Charles James Fox e o 3º Barão Holland eram seus filho e neto, respectivamente. Outro filho, foi o general Henry Edward Fox. Charles viria a crescer para ser um político do mesmo calibre de seu pai, apesar de se tornar bem mais radical que o 1º Barão.

### Secretário de Guerra
Fox foi nomeado Secretário de Guerra e membro do Conselho Privado, em 1746, numa altura em que Grã-Bretanha estava envolvida na Guerra da Sucessão Austríaca. Ao mesmo tempo, grande parte da política externa do país foi comandada pelo Duque de Newcastle, que também serviu como ministro da Defesa, de facto, e cabia a Fox defender a política do governo no parlamento.
Durante esses anos ele se tornou um amigo íntimo e confidente do Duque de Cumberland, segundo filho do rei - que se tornou famoso na Grã-Bretanha pela supressão da rebelião após a Batalha de Culloden. Ele também ganhou fama no continente como o comandante militar das forças da Grã-Bretanha na Europa. Mas talvez o mais importante para Fox, nessa amizade, fosse o canal direto de comunicação. Tornou-se logo um dos preferidos de Jorge II, tendo o apoio deste, para a sua inclusão nos futuros governos da mesma maneira com que ele se oporia a nomeação de William Pitt, rival político de Fox.
No início dos anos 1750, Fox e Pitt foram ambos vistos como prováveis líderes do futuro do país. Isto empurrou ainda a rivalidade entre os dois a níveis muito mais altos.. Fox através de seu mandato como Secretário de Guerra estava mais próximo à estância superior, enquanto Pitt definhava na oposição. Em 1754 a morte súbita do primeiro-ministro Henry Pelham fez de seu irmão, o Duque de Newcastle, o novo primeiro ministro e esse precisava de uma figura forte para manter as bases do governo na Câmara dos Comuns. Este trabalho seria comandado com imenso prestígio e influência. Pitt e Fox foram considerados os favoritos pretendentes.
Newcastle temendo as ambições implacáveis de ambos, não escolheu nenhum dos dois, mas sim Sir Thomas Robinson. A fim de tentar acalmar Fox, Newcastle ofereceu o cargo a ele, mas em condições que seriam inaceitáveis. Como o primeiro-ministro esperava, Fox recusou o cargo. Robinson, que foi considerado uma nulidade no exercício da função, principalmente porque tanto Pitt, quanto Fox, centraram fogo no governo, ressentidos com o fato de terem sido preteridos em favor de Robinson. Durante esse período, a Inglaterra passou a ter sérios problemas oriundos da América, o que tornou a situação insustentável, o que fez Newcastle ter que optar por um dos dois. Escolheu Fox, que seria, em tese, mais fácil de ser controlado.